# 위턱뼈

두개골의 측면부
1. 이마뼈(Frontal bone)
2. 마루뼈(Parietal bone)
3. 코뼈(Nasal bone))
4. 벌집뼈(Ethmoid bone)
5. 눈물뼈(Lacrimal bone)
6. 나비뼈(Sphenoid bone)
7. 뒤통수뼈(Occipital bone)
8. 관자뼈(Temporal bone)
9. 광대뼈(Zygomatic bone)
10. 위턱뼈 (Maxilla)
11. 아래턱뼈(Mandible)

위턱뼈 또는 상악골(上顎骨, 영어: maxilla)은 머리뼈를 구성하는 뼈의 하나이다. 좌우 한 쌍으로 머리뼈 중앙에 자리잡고 있으며, 위턱을 형성한다. 위턱뼈의 몸에는 위턱굴이라고 하는 굴이 있다.

## 관절
하나의 위턱뼈는 반대편 위턱뼈, 1개의 이마뼈, 1개의 벌집뼈, 1개의 코뼈, 1개의 광대뼈, 1개의 눈물뼈, 1개의 코선반뼈, 1개의 입천장뼈, 1개의 보습뼈와 관절한다.

## 같이 보기
- 아래턱뼈